# ハーディン郡 (オハイオ州)
ハーディン郡（英: Hardin County）は、アメリカ合衆国オハイオ州の西部に位置する郡である。2010年国勢調査での人口は32,058人であり、2000年の31,945人から0.4%増加した。郡庁所在地はケントン市（人口8,262人）であり、同郡で人口最大の都市でもある。郡名はアメリカ独立戦争の軍人ジョン・ハーディンに因んで名付けられた。

## 地理
アメリカ合衆国国勢調査局に拠れば、郡域全面積は470.65平方マイル (1,219.0 km2)であり、このうち陸地470.40平方マイル (1,218.3 km2)、水域は0.24平方マイル (0.62 km2)で水域率は0.05%である。

## 交通
エイダ空港 (FAA LID: 0D7) は民間所有、公共用途空港であり、エイダ村の中心事業地区から北西に1海里 (1.85 km) に位置している。

### 隣接する郡
- ハンコック郡 - 北
- ワイアンドット郡 - 北東
- マリオン郡 - 東
- ユニオン郡 - 南東
- ローガン郡 - 南
- オーグレイズ郡 - 南西
- アレン郡 - 北西

## 人口動態
以下は2000年国勢調査による人口統計データである。
| 基礎データ - 人口: 31,945人 - 世帯数: 11,963 世帯 - 家族数: 8,134 家族 - 人口密度: 26人/km2（68人/mi2） - 住居数: 12,907軒 - 住居密度: 11軒/km2（27軒/mi2） 人種別人口構成 - 白人: 97.54% - アフリカン・アメリカン: 0.70% - ネイティブ・アメリカン: 0.25% - アジア人: 0.43% - その他の人種: 0.23% - 混血: 0.85% - ヒスパニック・ラテン系: 0.78% 言語による構成 - 英語：96.9% - ドイツ語：1.4% 年齢別人口構成 - 18歳未満: 24.3% - 18-24歳: 15.4% - 25-44歳: 26.0% - 45-64歳: 21.3% - 65歳以上: 12.9% - 年齢の中央値: 33歳 - 性比（女性100人あたり男性の人口） - 総人口: 95.9 - 18歳以上: 92.7 | 世帯と家族（対世帯数） - 18歳未満の子供がいる: 31.4% - 結婚・同居している夫婦: 55.0% - 未婚・離婚・死別女性が世帯主: 8.9% - 非家族世帯: 32.0% - 単身世帯: 26.5% - 65歳以上の老人1人暮らし: 10.8% - 平均構成人数 - 世帯: 2.51人 - 家族: 3.03人 収入と家計 - 収入の中央値 - 世帯: 34,440米ドル - 家族: 42,395米ドル - 性別 - 男性: 33,393米ドル - 女性: 21,695米ドル - 人口1人あたり収入: 16,200米ドル - 貧困線以下 - 対人口: 13.2% - 対家族数: 8.9% - 18歳未満: 15.2% - 65歳以上: 11.9% |

## 郡政府
ハーディン郡地理情報システムは、郡区、道路、選挙区、水路、流域などの情報を維持している。その事務所は郡政委員会の管轄下に運営されているが、技師や監査官と密接に協力している。

## 郡区

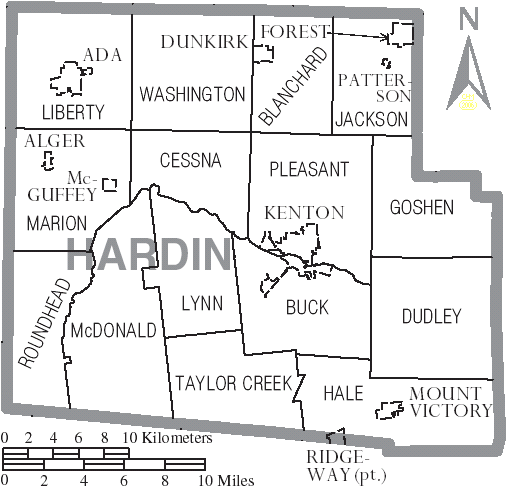
ハーディン郡

ハーディン郡は下記15の郡区に分割されている。
| - ブランチャード - バック - セスナ - ダドリー - ゴーシェン | - ヘイル - ジャクソン - リバティ - リン - マリオン | - マクドナルド - プレザント - ラウンドヘッド - テイラークリーク - ワシントン |

### 都市
- ケントン - 郡庁所在地

### 村
| - エイダ - アルジャー - ダンカーク - フォレスト | - マクガフィー - マウントビクトリー - パターソン - リッジウェイ |

### 未編入の町
| - ブランチャード - ブロックタウン - ドーラ - フォレイカー - グラント - グラッシーポイント - ヘップバーン - ハンターズビル | - ジャンボ - ジャンプ - マクビッティ - ファイファーステーション - ラウンドヘッド - シルバークリーク - イェルバートン |

## メディア
ケントン市で発行される日刊紙「ザ・ケントン・タイムズ」と、エイダ村で発行される週刊紙「ザ・エイダ・ヘラルド」が郡内の2つの新聞である。ラジオ局は、ケントン市のWKTNとエイダ村のWONBがあり、また北オハイオ大学がラジオ局を運営している。